# Hong Kong Rugby Union
Die Hong Kong Rugby Union (HKRU; chinesisch 中國香港欖球總會) ist der nationale Dachverband für Rugby Union und Siebener-Rugby in der Sonderverwaltungszone Hongkong der Volksrepublik China. Der im Jahr 1952 gegründete Verband vertritt seit 1988 Hongkong beim Weltverband World Rugby und seit 1968 beim Kontinentalverband Asia Rugby.

## Aufgabe
Die Hong Kong Rugby Union stellt die Hongkong vertretenden Nationalmannschaften, einschließlich der für die Männer (Dragons), Frauen und Jugend, zusammen. Daneben organisiert der Verband das Kinder- und Jugend-Rugby in Hongkong. Kinder und Jugendliche werden bereits in der Schule an den Rugbysport herangeführt und je nach Interesse und Talent beginnt dann die Ausbildung. Wie andere Rugbynationen verfügt Hongkong über eine U-20-Nationalmannschaft, die an den entsprechenden Weltmeisterschaften teilnimmt. Ebenso ist die Hong Kong Rugby Union verantwortlich für die Hongkonger Siebener-Rugby-Nationalmannschaft und da Siebener-Rugby eine olympische Sportart ist, arbeitet sie hier mit dem Sports Federation and Olympic Committee of Hong Kong, China zusammen.
Der Verband organisiert auch den nationalen Spielbetrieb. Die höchste Rugby-Union-Liga in Hongkong ist die 2011 gegründete Hong Kong Premiership mit sechs Mannschaften. Ein Großteil der für die Nationalmannschaft antretenden Spieler speist sich aus dieser Liga, weitere Spieler sind vor allem in England tätig.
Die Hong Kong Rugby Union richtet auch regelmäßig internationale Turniere aus. So werden die Hong Kong Sevens jährlich in Hongkong ausgetragen.

## Geschichte
Die Hong Kong Rugby Union wurde 1952 gegründet und ist seit 1988 Vollmitglied des International Rugby Football Board (IRFB; heute World Rugby). Die HKRU ist außerdem Gründungsmitglied der seit 1968 bestehenden Asian Rugby Football Union (ARFU; heute Asia Rugby).

## Logo
Das Logo der Hong Kong Rugby Union zeigt einen stilisierten chinesischen Drachen in blau mit dem Schriftzug HKRU in Englisch sowie 中國香港欖球總會 in Chinesisch.